# Jarok (Insel)
Jarok (russisch Ярок) ist eine Insel in der Laptewsee, einem Randmeer des Arktischen Ozeans. Die Insel liegt in der Mündung des Flusses Jana. Jarok ist 38 km lang und 26 km breit. Auf der Insel befinden sich viele Sümpfe, Seen und Sandbänke.
Das Jana-Delta, in dem die Insel sich befindet, ist ein umfangreiches Feuchtgebiet. Es herrscht ein strenges arktisches Klima mit häufigen Stürmen und Blizzards. Für acht Monate im Jahr ist das Wasser des Jana-Deltas so dicht gefroren, dass die Insel mit dem Festland verbunden ist.
Administrativ gehört Jarok zur Republik Sacha (Jakutien) der Russischen Föderation.

## Geschichte
Die ersten bekannten Europäer, die das Gebiet erforschten, waren der russische Händler Jakow Permjakow und sein Begleiter Merkuri Wagin. Sie überquerten 1712 die zugefrorene Jana-Bucht von der Mündung des Flusses Jana bis zur Großen Ljachow-Insel in den Neusibirischen Inseln und erkundeten die damals noch unbekannte Inselgruppe. Auf dem Rückweg wurden Permjakow und Wagin von meuternden Expeditionsteilnehmern getötet.